# Syrbach
Le Syrbach (Syrbaach en luxembourgeois) est un ruisseau du Luxembourg et de Belgique, affluent en rive gauche de la Sûre faisant partie du bassin versant du Rhin.
Le Syrbach naît de la confluence du Harelerbach et du Bëtlerbach au nord de Surré, dans la commune luxembourgeoise de Boulaide. Il se jette dans la Sûre au lieu-dit Ale Kessel (Luxembourg), après avoir formé la frontière avec la Belgique sur 1 140 mètres, entre Boulaide et Tintange. 
Ses affluents principaux sont la Hämicht, le Surbach (ou Surbich) et quelques autres petits ruisseaux.